# Scriptures
Scriptures è l'ottavo album in studio del gruppo musicale Benediction, pubblicato nel 2020 dalla Nuclear Blast.

## Tracce
1. Iterations of I - 4:15
2. Scriptures in Scarlet - 3:26
3. The Crooked Man - 3:52
4. Stormcrow - 3:06
5. Progenitors of a New Paradigm - 5:24
6. Rabid Carnality - 2:45
7. In Our Hands, the Scars - 4:36
8. Tear Off These Wings - 4:19
9. Embrace the Kill - 2:57
10. Neverwhen - 4:10
11. The Blight at the End - 3:12
12. We Are Legion - 4:48

## Formazione
- Dave Ingram - voce
- Dan Bate - basso
- Peter Rew - chitarra
- Darren Brookes - chitarra
- Giovanni Durst - batteria